# 真島浩
真島浩（1977年5月3日—）是日本男性漫畫家，出身於日本長野縣長野市。血型B型。

## 經歷
以作品在講談社得到新人漫畫獎後出道，1999年起，在《週刊少年Magazine》開始連載作品《聖石小子》後受到廣大讀者歡迎。

## 個人生活
作畫速度非常快，在《聖石小子》連載期間不曾休刊，在《FAIRY TAIL 魔導少年》連載時，2013年7月20日出刊的32號，與同月27日出刊的33號這兩期雜誌、每期都刊載了三話，共計128頁。
欣賞的漫畫家是鳥山明和田中宏。喜歡看電影、電視遊戲、漫畫、塗鴉等。非常喜歡玩《魔物獵人》。
在《聖石小子》完結前結婚，2007年時長子出生。
由於畫風與尾田榮一郎的暢銷漫畫《ONE PIECE》相似，不少讀者曾誤以為真島與尾田是師兄弟關係。英語版日本漫畫出版商Del Rey Manga指出他和尾田之所以畫風相近是因為兩人都喜歡鳥山明的作品並且深受其影響。

## 主要作品

### 連載作品
- RAVE 聖石小子（週刊少年Magazine・1999年32號 - 2005年35號） - 全35冊．文庫版全18册
- 普魯的奇妙日記（Comic BomBom・2002年6月號 - 2007年5月號） - 全3册
- MONSTER SOUL獸魂（Comic BomBom・2006年1月號 - 2006年3月號集中連載、2007年6月號 - 2009年3月號續篇刊載） - 全2册
- 魔物獵人ORAGE（日语：モンスターハンター オラージュ）（月刊少年Rival（日语：月刊少年ライバル）・2008年5月號 - 2009年6月號） - 全4册
- FAIRY TAIL 魔導少年（週刊少年Magazine・2006年35號 - 2017年34號） - 全63册
- EDENS ZERO 伊甸星原（週刊少年Magazine・2018年30號 - 2024年30號） - 全33册
- Mashima HERO'S 英雄集結（HERO'S）（週刊少年Magazine・2019年第46号～2020年第4·5合併号）

為週刊少年Magazine 60週年的特別企劃，由《聖石小子》、《魔導少年》、《伊甸星原》3部作品主角群夢幻共演。
| 卷數 | 講談社        | 講談社                                                  | 東立出版社     | 東立出版社             |
| 卷數 | 發售日期      | ISBN                                                    | 發售日期       | ISBN                   |
| ---- | ------------- | ------------------------------------------------------- | -------------- | ---------------------- |
| 全   | 2020年4月17日 | ISBN 978-4-06-518523-0 ISBN 978-4-06-519258-0（特装版） | 2020年11月16日 | ISBN 978-957-26-5806-2 |

- DEAD ROCK（民译“死石学园”） 始于2023年连载于《月刊少年Magazine》，每月一话连载至今。已出版最新3册（2024年8月）。繁体中文版由东立出版社负责已出版2册（2024年11月）。

### 短篇作品
- 真島奇幻樂園：真島浩短篇集（日语：ましまえん） - 全2冊
- 西風與太陽（月刊少年Rival・2010年5月號刊載）
- 星咬の皐月（週刊少年Magazine・2014年42號刊載）

### 其他
- 三國志大戰（卡片插畫）
- 化物語（第5話片尾插畫）
- 亞爾斯蘭戰記（第14話片尾插畫）
- 山田君與7人魔女（第1話片尾插畫）
- UQ HOLDER！悠久持有者！～魔法老師!2～（第1話片尾插畫）
- 暴力團時期（作/阿部夏丸（日语：阿部夏丸）、畫/真島浩）
- 寄宿學校的茱麗葉（第1話片尾插畫）
- Gate of Nightmares（人物設定、世界觀設定）
- 蕾貝卡與機械洋樓（遊戲製作）
- 魔农传记（游戏角色原案）

## 其它
- PRIUS PHVenus「Dual Motor Drive」[3]

## 助手
- 吉河美希
- 上田敦夫

## 外部連結
- 真島浩的X（前Twitter）（日語）